# Palatul Administrativ din Târgu Ocna

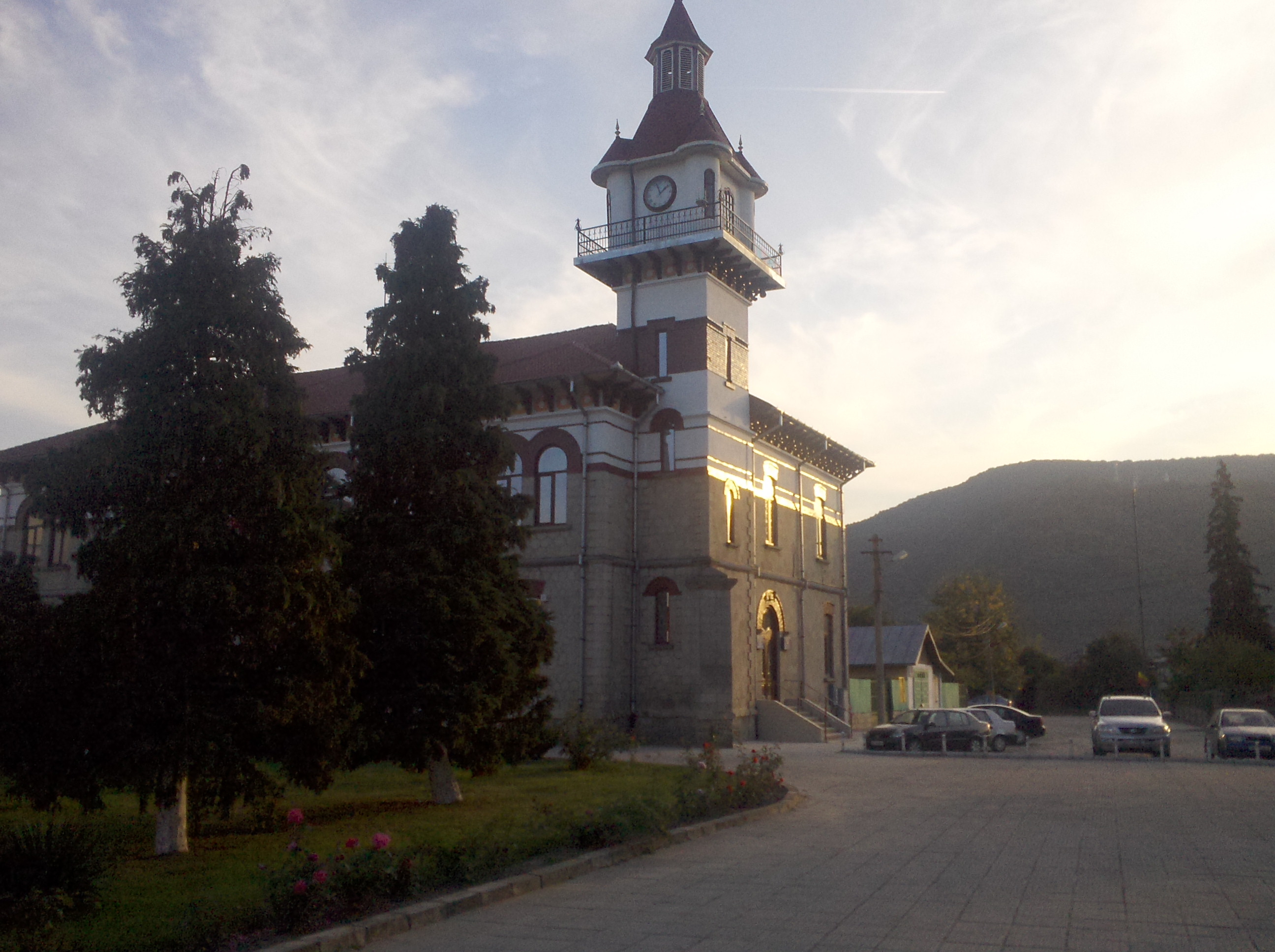
Primăria orașului Târgu Ocna

Palatul Administrativ din Târgu Ocna este clădirea instituției primăriei stațiunii balneoclimaterice Târgu Ocna din Județul Bacău, Moldova, România.

## Istoric

### Domeniul Ocnei: 1740?-1832
De-a lungul timpului au fost scrise 43 de hrisoave domnești cu privire la privilegiile acordate rufetașilor pentru munca lor grea la ocnă. Domnitorul Constantin Racoviță a donat la 1 ianuarie 1757 domeniul Ocnei către Spitalul Sf. Spiridon din Iași. În anul 1758 Scarlat Ghica mai acordă încă 800 de fălcii de pădure spitalului.

### Primăria: 1864-prezent
Prin legea administrativă din 1864, Eforia s-a transformat în „Primăria comunei urbane Târgu Ocna”, care făcea parte din Plasa Ocna, Județul Bacău. În componența orașului intrau localitățile: Gura Slănicului, Geoseni, Mosoarele, Păcuri, Văleni și Vâlcele. În anul 1908 satele Mosoare, Păcuri, Poieni și Vâlcele au fost pierdute și împreună cu satul Bogata au format comuna rurală Vâlcele dar la cererea locuitorilor comuna a fost desființată în anul 1925 și satele realipite orașului Târgu Ocna.
Târgu Ocna a fost reședința plășilor: Ocna (1865), Trotușul (1865–1875), Tazlăul de Jos–Trotușul (1875–1892), Trotușul (1892–1896), Tazlăul de Jos–Trotușul (1896–1904), Dărmănești (1904–1906) și Trotușul (1908–1929).
Mult timp primăria a funcționat în același local cu școala publică și poliția, începând cu anul 1852.
În timp atribuțiile primăriei au crescut iar numărul salariaților a fost mărit de la 7 (primar, ajutor de primar, registrator, oficiant, copist, intendent, agent comunal) în anul 1906, la 9 în 1908 și 13 în 1914.
Între 1909–1912 s-a construit după planurile arhitectului Petre Antonescu și sub conducerea antreprenoruluii Giuseppe Barolli actuala clădire a primăriei, în care a fost mutată și judecătoria. În timpul construirii Palatului Administrativ primăria a funcționat în Casa Borisof. La cererea pompierilor a fost construit și foișorul.

## Palatul Administrativ

Primăria Târgu Ocna - construită între 1909–1912 după planurile arhitectului Petre Antonescu și sub conducerea antreprenorului Giuseppe Barolli.

Clădirea palatului se caracterizează prin dimensiunile mari, stil eclectic și unele influențe din arhitectura românească, formată din parter, etaj și turn, cuprinzând 20 de încăperi (dintre care două săli de festivități, 5 holuri, un mezanin și „foișorul de foc”), fiind construită din cărămidă și piatră. Ca și în cazul altor clădiri reprezentative din oraș au lucrat meșteri pietrari italieni ca: Basetti, Casanino, Zamboni, Bortolozzi, Vidizoni, ș.a.

## Conducătorii instituției administrației locale

### Președinții Eforiei (1846–1864):
- Ion Lăceanu (1846–1852);
- Ion Scurti (1852–1853);
- George Enescu (1853);
- Constantin Dimonisie (1859–1860; 1863–1864).

### Primari (1864–1949):
- Constantin Dimonisie (1864–1867);
- Costache Negri (1868) – Onorific;
- Iorgu Metaxa(1868–1874);
- Constantin Dimonisie (1874–1878);
- Mihai Metaxa (1876–1881);
- Dumitru Metaxa (1881–1889);
- Gheorghe Metaxa (1889–1891);
- Lupu Crupenschi (1891–1895);
- Scarlat Ggheorghiu (1895– 1896);
- Gheorghe Metaxa (1896–1897);
- Lupu Crupenschi (1897–1899);
- Gheorghe Borisov (1899–1900);
- Constantin Pârcălab (1900–1904);
- Scarlat Gheorghiu (1904–1907);
- Mihai Pastia (1907–1908);

- Nicolae Tomiță (1908–1909);
- Scarlat Gheorghiu (1909–1911);
- Nicolae Tomiță (1911–1912);
- Mihai Pastia (1912–1913);
- Gheorghe Ionescu (1913–1914);
- Grigore Diaconescu (1914–1918);
- Vasile Dobreanu (1919–1921);
- Vasile Șindilaru (1922–1925);
- Vasile Dobreanu (1925–1926);
- Ioan P. Popa (1927–1928);
- Alexandru Moldoveanu (1928– 1929);
- Anton Constantinescu (1929–1932);
- Ștefan Antonaș (1932–1933);
- Mihai Popovici (1933–1935);
- Alexandru Moldoveanu (1935–1940);
- Neculai Teodoru (1940);
- Mihai Sturza (1940–1941);
- Gheorghe Mihai Enescu (1941–1942);
- Ion Teodorescu (1942–1944);
- Neculai D. Theodor (1944–1945);
- Florin Donciu (1945–1946);
- Vasile Enache (1946–1947);
- Tănase Tănăsescu (1947–1949).

### Prețedinții Sfatului Popular (1949–1968):
- Ion Diaconu (1949–1950);
- Constantin Lazăr (1950–1956);
- Ioan Andronic (1956–1958);
- Dumitru Lupașcu (1958–1961);
- Georgeta Motreanu (1961–1963);
- Ioan Cristea (1963–1966);
- Sandu Grigoriu (1966–1968).

### Președinții Consiliului Popular (1968–1989):
- Vasile Sfârlea (1968– 1972);
- Neculai Filip (1972–1981);
- Olga Dumitrache (1981–1983);
- Maria Giurgiu (1983–1989).

### Președinții Frontului Salvării Naționale (1989–1992):
- Mihai Foltache (1989–1990);
- Maria Boboșa (1990–1992).

### Primari (1992–prezent):
- Mircea-Petre Brumă (1992–1996);
- Maricel David (1996–2000);
- Ștefan Șilochi (2000–2004);
- Ștefan Șilochi (2004–2008);
- Floarea Ivanof (2008–2012);
- Ștefan Șilochi (2012–2016);
- Ștefan Șilochi (2016-2020).